# Campionato asiatico maschile di pallacanestro 2017
Il 29º Campionato Asiatico Maschile di Pallacanestro FIBA (noto anche come FIBA Asia Cup 2017) si è svolto in Libano, nella città di Beirut, dall'8 agosto al 20 agosto 2017. L'Australia ha vinto il titolo per la prima volta.
I Campionati asiatici maschili di pallacanestro sono una manifestazione biennale tra le squadre nazionali del continente, alle quali a partire da questa edizione si sono aggiunte quelle oceaniane. Viene organizzata dalla FIBA Asia.

## Turno preliminare

### Gruppo A
| Pos. | Squadra   | Pt | G | V | P | PF  | PS  | Dp  |
| ---- | --------- | -- | - | - | - | --- | --- | --- |
| 1.   | Iran      | 6  | 3 | 3 | 0 | 271 | 188 | +83 |
| 2.   | Giordania | 5  | 3 | 2 | 1 | 200 | 203 | -3  |
| 3.   | Siria     | 4  | 3 | 1 | 2 | 216 | 233 | -17 |
| 4.   | India     | 3  | 3 | 0 | 3 | 186 | 249 | -63 |

| Beirut agosto 2017, ore UTC+3 | non conosciuta | – | non conosciuta |  |

| Beirut agosto 2017, ore UTC+3 | non conosciuta | – | non conosciuta |  |

| Beirut agosto 2017, ore UTC+3 | non conosciuta | – | non conosciuta |  |

| Beirut agosto 2017, ore UTC+3 | non conosciuta | – | non conosciuta |  |

| Beirut agosto 2017, ore UTC+3 | non conosciuta | – | non conosciuta |  |

| Beirut agosto 2017, ore UTC+3 | non conosciuta | – | non conosciuta |  |

### Gruppo B
| Pos. | Squadra   | Pt | G | V | P | PF  | PS  | Dp  |
| ---- | --------- | -- | - | - | - | --- | --- | --- |
| 1.   | Filippine | 6  | 3 | 3 | 0 | 260 | 229 | +31 |
| 2.   | Cina      | 5  | 3 | 2 | 1 | 240 | 223 | +17 |
| 3.   | Iraq      | 4  | 3 | 1 | 2 | 203 | 211 | -8  |
| 4.   | Qatar     | 3  | 3 | 0 | 3 | 207 | 247 | -40 |

| Beirut agosto 2017, ore UTC+3 | non conosciuta | – | non conosciuta |  |

| Beirut agosto 2017, ore UTC+3 | non conosciuta | – | non conosciuta |  |

| Beirut agosto 2017, ore UTC+3 | non conosciuta | – | non conosciuta |  |

| Beirut agosto 2017, ore UTC+3 | non conosciuta | – | non conosciuta |  |

| Beirut agosto 2017, ore UTC+3 | non conosciuta | – | non conosciuta |  |

| Beirut agosto 2017, ore UTC+3 | non conosciuta | – | non conosciuta |  |

### Gruppo C
| Pos. | Squadra       | Pt | G | V | P | PF  | PS  | Dp   |
| ---- | ------------- | -- | - | - | - | --- | --- | ---- |
| 1.   | Nuova Zelanda | 5  | 3 | 2 | 1 | 231 | 207 | +24  |
| 2.   | Libano        | 5  | 3 | 2 | 1 | 250 | 226 | +24  |
| 3.   | Corea del Sud | 5  | 3 | 2 | 1 | 258 | 202 | +56  |
| 4.   | Kazakistan    | 3  | 3 | 0 | 3 | 178 | 282 | -104 |

| Beirut agosto 2017, ore UTC+3 | non conosciuta | – | non conosciuta |  |

| Beirut agosto 2017, ore UTC+3 | non conosciuta | – | non conosciuta |  |

| Beirut agosto 2017, ore UTC+3 | non conosciuta | – | non conosciuta |  |

| Beirut agosto 2017, ore UTC+3 | non conosciuta | – | non conosciuta |  |

| Beirut agosto 2017, ore UTC+3 | non conosciuta | – | non conosciuta |  |

| Beirut agosto 2017, ore UTC+3 | non conosciuta | – | non conosciuta |  |

### Gruppo D
| Pos. | Squadra       | Pt | G | V | P | PF  | PS  | Dp  |
| ---- | ------------- | -- | - | - | - | --- | --- | --- |
| 1.   | Australia     | 6  | 3 | 3 | 0 | 273 | 176 | +97 |
| 2.   | Giappone      | 5  | 3 | 2 | 1 | 247 | 192 | +55 |
| 3.   | Taipei cinese | 4  | 3 | 1 | 2 | 176 | 239 | -63 |
| 4.   | Hong Kong     | 3  | 3 | 0 | 3 | 179 | 268 | -89 |

| Beirut agosto 2017, ore UTC+3 | non conosciuta | – | non conosciuta |  |

| Beirut agosto 2017, ore UTC+3 | non conosciuta | – | non conosciuta |  |

| Beirut agosto 2017, ore UTC+3 | non conosciuta | – | non conosciuta |  |

| Beirut agosto 2017, ore UTC+3 | non conosciuta | – | non conosciuta |  |

| Beirut agosto 2017, ore UTC+3 | non conosciuta | – | non conosciuta |  |

| Beirut agosto 2017, ore UTC+3 | non conosciuta | – | non conosciuta |  |

## Fase a eliminazione diretta
| Playoff       | Playoff |  |  | Quarti di finale      | Quarti di finale      |  |               | Semifinali      | Semifinali      |  |                 | Finale          | Finale |
|               |         |  |  |                       |                       |  |               |                 |                 |  |                 |                 |        |
|               |         |  |  | Iran                  | 80                    |  |               |                 |                 |  |                 |                 |        |
| Libano        | 90      |  |  | Libano                | 70                    |  |               |                 |                 |  |                 |                 |        |
| Taipei cinese | 77      |  |  |                       |                       |  | Iran          | 87              |                 |  |                 |                 |        |
| Giappone      | 68      |  |  |                       |                       |  | Corea del Sud | 81              |                 |  |                 |                 |        |
| Corea del Sud | 81      |  |  | Filippine             | 86                    |  |               |                 |                 |  |                 |                 |        |
|               |         |  |  | Corea del Sud         | 118                   |  |               |                 |                 |  |                 |                 |        |
|               |         |  |  |                       |                       |  |               |                 |                 |  | Iran            | 56              |        |
|               |         |  |  |                       |                       |  |               |                 |                 |  | Australia       | 79              |        |
|               |         |  |  | Nuova Zelanda         | 98                    |  |               |                 |                 |  |                 |                 |        |
| Giordania     | 84      |  |  | Giordania             | 70                    |  |               |                 |                 |  |                 |                 |        |
| Iraq          | 70      |  |  |                       |                       |  | Nuova Zelanda | 79              |                 |  |                 |                 |        |
| Cina          | 81      |  |  |                       |                       |  | Australia     | 106             |                 |  | Finale 3º posto | Finale 3º posto |        |
| Siria         | 79      |  |  | Australia             | 97                    |  |               |                 |                 |  | Corea del Sud   | 80              |        |
|               |         |  |  | Cina                  | 71                    |  |               |                 |                 |  |                 | Nuova Zelanda   | 71     |
|               |         |  |  |                       |                       |  |               |                 |                 |  |                 |                 |        |
|               |         |  |  | Classificazione 5°-8° | Classificazione 5°-8° |  |               | Finale 5º posto | Finale 5º posto |  |                 |                 |        |
|               |         |  |  |                       |                       |  |               |                 |                 |  |                 |                 |        |
|               |         |  |  | Libano                | 106                   |  |               | Libano          | 78              |  |                 |                 |        |
|               |         |  |  | Filippine             | 87                    |  |               | Cina            | 79              |  |                 |                 |        |
|               |         |  |  |                       |                       |  |               |                 |                 |  |                 |                 |        |
|               |         |  |  |                       |                       |  |               | Finale 7º posto |                 |  |                 |                 |        |
|               |         |  |  |                       |                       |  |               |                 |                 |  |                 |                 |        |
|               |         |  |  | Giordania             | 55                    |  | Filippine     | 75              |                 |  |                 |                 |        |
|               |         |  |  | Cina                  | 86                    |  |               | Giordania       | 70              |  |                 |                 |        |

### Playoff
| Beirut 14 agosto 2017, ore 17:30 UTC+3 | Giappone | 68 – 81 | Corea del Sud |  |

| Beirut 14 agosto 2017, ore 20:00 UTC+3 | Libano | 90 – 77 | Taipei cinese |  |

| Beirut 15 agosto 2017, ore 17:30 UTC+3 | Cina | 81 – 79 | Siria |  |

| Beirut 15 agosto 2017, ore 20:00 UTC+3 | Giordania | 84 – 70 | Iraq |  |

### Quarti di finale
| Beirut 16 agosto 2017, ore 17:30 UTC+3 | Filippine | 86 – 118 | Corea del Sud |  |

| Beirut 16 agosto 2017, ore 20:00 UTC+3 | Iran | 80 – 70 | Libano |  |

| Beirut 17 agosto 2017, ore 17:30 UTC+3 | Australia | 97 – 71 | Cina |  |

| Beirut 17 agosto 2017, ore 20:00 UTC+3 | Nuova Zelanda | 98 – 70 | Giordania |  |

### Semifinali 5º-8º posto
| Beirut 19 agosto 2017, ore 12:30 UTC+3 | Giordania | 55 – 86 | Cina |  |

| Beirut 19 agosto 2017, ore 15:00 UTC+3 | Libano | 106 – 87 | Filippine |  |

### Semifinali
| Beirut 19 agosto 2017, ore 17:30 UTC+3 | Nuova Zelanda | 79 – 106 | Australia |  |

| Beirut 19 agosto 2017, ore 20:00 UTC+3 | Iran | 87 – 81 | Corea del Sud |  |

### Finale 7º posto
| Beirut 20 agosto 2017, ore 12:30 UTC+3 | Filippine | 75 – 70 | Giordania |  |

### Finale 5º posto
| Beirut 20 agosto 2017, ore 15:00 UTC+3 | Libano | 78 – 79 | Cina |  |

### Finale 3º posto
| Beirut 20 agosto 2017, ore 17:30 UTC+3 | Corea del Sud | 80 – 71 | Nuova Zelanda |  |

### Finale 1º posto
| Beirut 20 agosto 2017, ore 20:00 UTC+3 | Iran | 56 – 79 | Australia |  |

## Classifica finale
| Campione d'Asia | Campione d'Asia | Campione d'Asia | Campione d'Asia |
| --- | --------------- | --- | --------------- |
| Australia 4 Gliddon, 5 Cadee, 6 Norton, 7 Creek, 8 Newley, 9 McCarron, 10 Blanchfield, 11 Kay, 12 Kickert, 13 Andersen, 14 Brandt, 15 Hodgson, All. Andrej Lemanis |                 | |                 |
| Pos. | Squadra         | Formazione |                 |
| | Iran            | Iran4 Mirzaei, 5 Mashayekhi, 6 Aslani, 7 Rezaeifar, 8 Yakhchali, 9 Dalirzahan, 10 Niktash, 11 Sahakian, 12 Arghavan, 13 Jamshidi, 14 Kazemi, 15 Haddadi, All. Mehran Hatami             |                 |
| | Corea del Sud   | Corea del Sud1 Park, 2 Choe, 3 Lee Je., 6 Heo, 9 Kim S., 13 Im, 15 Kim J., 17 Jeon, 21 Yang, 32 Lee Jo., 33 Lee S., 41 O, All. Heo Jae                                                  |                 |
| 4. | Nuova Zelanda   | Nuova Zelanda0 Te Rangi, 1 Aston, 2 Letoa, 3 Delany, 8 Raukawa, 13 Hunter, 15 King-Hawea, 16 Smith-Milner, 20 Ngatai, 25 Rusbatch, 33 Timmins, 55 Ili, All. Paul Henare                 |                 |
| 5. | Cina            | Cina5 Liu, 6 Guo, 9 Gu, 10 Zhou, 12 Li G., 16 Li M., 19 Yu, 20 Ren, 21 Hu, 24 Zeng, 33 Wu, 55 Han, All. Du Feng                                                                         |                 |
| 6. | Libano          | Libano1 Souaid, 4 Abdel-Nour, 5 Saoud, 7 Arakji, 8 Rustom, 9 Tabet, 11 Haidar, 12 Chartouny, 13 Bawji, 14 Pelle, 15 el-Khatib, 25 Mezher, All. Ramūnas Butautas                         |                 |
| 7. | Filippine       | Filippine2 Romeo, 4 Cruz, 5 Norwood, 6 Jalalon, 7 Castro, 8 Abueva, 15 Fajardo, 16 Pogoy, 20 Almazan, 25 Aguilar, 34 Standhardinger, 35 Wright, All. Chot Reyes                         |                 |
| 8. | Giordania       | Giordania0 Abdeen, 1 Abu Hawwas, 5 Bzai, 7 al-Hamarsheh, 10 Eid, 12 Abu Wazaneh, 13 Hussein, 20 Obeid, 22 Kanaan, 23 al-Awadi, 41 Zaghab, All. Osama Daghles                            |                 |
| 9. | Giappone        | Giappone0 Hashimoto, 2 Togashi, 6 Hiejima, 7 Shinoyama, 8 Ōta, 10 Takeuchi, 18 Baba, 24 Tanaka, 25 Furukawa, 34 Ono, 35 Brown, 88 Harimoto, All. Julio Lamas                            |                 |
| 10. | Siria           | Siria4 al-Haddad, 5 al-Osh, 6 Madanly, 7 Khori, 8 Abd Allah, 9 al-Jabi, 10 Bakar, 11 Saddir, 12 Cheikh Ali, 13 al-Hamwi, 14 Todorović, 15 Adribe, All. Nenad Krdžić                     |                 |
| 11. | Iraq            | Iraq4 Hamzah, 6 al-Juboori, 7 Abdullah, 8 al-Azawi, 9 Galloway, 10 Hamad, 11 Dhafer, 12 Talib, 13 Hameed, 14 al-Gburi, 15 al-Khafaji, 24 Ismael, All. Mustafa Derin                     |                 |
| 12. | Taipei cinese   | Taiwan4 Lin, 5 Liu, 6 Chou Y., 7 Yu, 8 Chou Po-chen, 10 Hu, 13 Lu, 14 Chiang, 20 Chou Po-hsun, 21 Chieng, 28 Wu H., 54 Wu T., All. Chou Chun-san                                        |                 |
| 13. | Qatar           | Qatar4 Ali, 5 al-Darwish, 6 Elhadary, 9 Mohamed, 10 al-Muftah, 11 Saeed, 12 Abdelhaleem, 13 Mohammed, 14 Abdullah, 15 Salem, 16 Abdelkawy, 42 al-Rayes, All. Kousay Khalaf              |                 |
| 14. | India           | India6 Annadurai, 7 Kumar, 8 R. Singh, 9 Bhriguvanshi, 10 Amr. Singh, 15 Pethani, 22 Amj. Singh, 24 Poyamozhi, 46 Sivakumar, 52 S. Singh, 77 Hafeez, 99 T. Singh, All. Phil Weber       |                 |
| 15. | Hong Kong       | Hong Kong4 Ko, 5 Lo, 6 Aung-Yeung, 7 Lee, 8 Chan, 9 Xu, 10 Lin, 11 Wong Y., 12 Fong, 13 Wong C., 14 Reid, 15 Chow, All. On Hing-king                                                    |                 |
| 16. | Kazakistan      | Kazakistan1 Degtjarev, 2 Jagodkin, 5 R. Marčuk, 6 Murzagaliev, 7 Bažin, 9 Il'in, 10 Savčenko, 11 Ponomarëv, 13 Jargaliev, 15 Evstigneev, 17 Žigulin, 25 M. Marčuk, All. Eduard Skrypets |                 |